# Армбруст, Карл
Карл Армбруст (нем. Carl Armbrust; 30 марта 1849, Гамбург, Германский союз  — 12 июля 1896, Ганновер, Королевство Пруссия) — немецкий органист и пианист. Сын и ученик Георга Армбруста, по смерти которого унаследовал пост органиста гамбургской церкви Святого Петра. В соавторстве с Хуго Риманом опубликовал сборник учебных этюдов для органистов (1890). Выступал также как пианист-аккомпаниатор (в частности, 29 апреля 1892 года аккомпанировал певцу Рихарду Данненбергу в премьерном исполнении нескольких песен Густава Малера). Публиковал критические статьи о музыке. В 1883 г. основал гамбургское отделение Вагнеровского общества. Учеником Армбруста был Альфред Зиттард.
Именем отца и сына Армбрустов названа улица в Гамбурге (нем. Armbruststraße).